# Gambit
Gambit, il cui vero nome è Remy Étienne LeBeau, è un personaggio dei fumetti creato da Chris Claremont (testi) e Jim Lee (disegni), pubblicato dalla Marvel Comics. Apparso per la prima volta sulle pagine di Uncanny X-Men n. 266 (agosto 1990).
Gambit è un mutante avente l'abilità di caricare il proprio corpo e oggetti, spesso carte da gioco, di energia bio-cinetica prodotta dal suo stesso organismo. Affascinante ladro, abile truffatore ed impenitente seduttore, è sembrato redimersi non appena entrato fra le file dei pupilli di Xavier e conosciuta la bella Rogue, con la quale intraprese una lunga ed incostante relazione, seconda solo a quella fra Ciclope e Fenice. Venuti a conoscenza dei suoi legami con Sinistro e della parte da lui giocata nel massacro dei Morlocks, molti degli X-Men si allontanarono da lui per poi ricongiungersi non appena vennero a conoscenza del suo reale tentativo di redenzione. Gambit si è sempre mostrato fiero delle sue origini cajun, e, assieme a Wolverine, è stato uno dei maggiori fumatori nella storia dei fumetti Marvel, anche se, durante la campagna antifumo intrapresa dall'editor in chief Joe Quesada, questa sua particolarità sembra essere svanita nel nulla.

## Biografia del personaggio

### Origini
Nato a New Orleans, Louisiana, Remy LeBeau venne rapito dall'ospedale nel quale aveva visto la luce, dai membri della Loggia dei Ladri. Questi, indicavano il neonato come le Diable Blanc, e credevano fosse destinato ad unire la Loggia dei Ladri e quella degli Assassini, al momento in guerra tra loro. Per tutta la sua fanciullezza, Remy visse sotto la tutela di una gang di ladri di strada, che lo crebbe insegnandogli l'arte del taccheggio, fino a quando tentò di rubare il portafogli di Jean-Luc LeBeau, allora patriarca della Loggia dei Ladri. L'uomo adottò Remy nella sua famiglia e poco tempo dopo il ragazzo cominciò a mostrare i primi sintomi della mutazione, anche se li tenne nascosti preferendo esercitare i suoi doni in solitudine. Accompagnato il cugino Etienne alla sua iniziazione presso la Loggia, fu ordinato ad entrambi di rubare un prezioso oggetto custodito dall'immortale Candra. Scoperti, furono venduti al mercante di schiavi Pig, e solo grazie ad alcune carte scappate di mano ad Etienne e fortunatamente caricate da Remy i due riuscirono a fuggire via mare. La corrente, però, ostacolava i movimenti e la visuale cosicché si persero di vista e solo Remy fu soccorso dalla Loggia, mentre Etienne affogò e perse la vita.
Ormai adulto, nel tentativo di riconciliare le due Logge, Remy sposò Bella Donna Boudreaux, nipote del patriarca della Loggia degli Assassini. Sfortunatamente, venne sfidato e si trovò costretto a uccidere il fratello di Bella Donna, Julien, in un duello poco dopo la celebrazione del matrimonio, sancendo, così, il suo esilio dalla città.

### Massacro mutante
Non si sa molto della vita di Gambit negli anni seguenti il suo esilio da New Orleans, eccetto che vagò per il mondo e divenne un esperto ladro e strinse varie e fruttuose amicizie. Incapace di controllare la grande quantità d'energia prodotta dal suo organismo, chiese aiuto all'esperto genetista Sinistro affinché lo aiutasse a controllare i propri poteri. Sinistro alterò chirurgicamente il cervello di Remy in modo da ridurne i poteri, ma permettendogli un maggior grado di controllo ed in cambio Gambit intraprese varie missioni per suo conto, dal momento che si trovava in debito. Tempo dopo, stanco di prendere ordini si rifiutò di servirlo e Sinistro gli promise di considerare saldato il debito dopo lo svolgimento di un'ultima missione, consistente nel riunire un gruppo di mercenari mutanti, i futuri Marauders, tra i quali Sabretooth e Scalphunter suo vecchio amico, per poi condurli all'interno dei tunnel fognari situati sotto New York, luogo di residenza della tribù Morlock. Ritenendo che Sinistro volesse solamente acquisire conoscenza della fisiologia di quei mutanti o al massimo catturarli per poi studiarli, rimase sconvolto nello scoprire che i Marauders avevano ricevuto l'ordine di eliminarli tutti. Incapace di fermare gli omicidi, riuscì tuttavia a salvare una giovane mutante di nome Sarah dalla catastrofe in corso, la quale crebbe poi fino a diventare la terrorista Marrow, leader dell'organizzazione Gene Nation ed ex membro degli X-Men.

### X-Men
Dopo aver nuovamente errato in giro per il mondo, fece la conoscenza di una depotenziata e bambina Tempesta fra le strade del Cairo. Aiutatala a sfuggire dalle grinfie del Re delle Ombre e della Tata venne condotto dalla piccola allo Xavier Institute ed aiutò gli X-Men ed X-Factor nella battaglia contro i Genoshani. Solo Wolverine manifestò i propri dubbi sul conto del Cajun, che sfociarono, poi, in un duello nella Stanza del Pericolo che Gambit vinse facilmente. Quando i cinque membri fondatori rientrarono nel gruppo, gli X-Men si divisero in due squadre e Gambit entrò a far parte del Blue Team sotto la guida di Ciclope. Assieme alla sua squadra si batté, tra gli altri, con gli Accoliti di Magneto, la Mano, l'X-Man Alfiere e la sua ex-moglie, oltre ad incontrare il secondo Ghost Rider e ad assistere alla morte ed al funerale di Bella Donna.
Con l'andare del tempo mostrò un interesse sempre maggiore nei confronti di Rogue, sua compagna di squadra, tanto che i due cominciarono a flirtare a dispetto dei modi scontrosi di lei e l'ostacolo rappresentato dai suoi poteri che le impedivano ogni contatto fisico. Nonostante ciò, cominciarono una relazione che secondo il progetto iniziale degli autori sarebbe dovuta essere una semplice avventura, ma che divenne, poi, una travagliata love story seconda solo a quella fra Ciclope e Jean Grey. Si vide in seguito, che dietro l'apparente sfacciataggine ed arroganza di Remy si nascondeva un uomo veramente e profondamente innamorato di Rogue e che di contro, la bella-del-sud, a dispetto dei suoi modi bruschi ricambiava tale sentimento.
Fu suggerito da vari autori che Remy conservasse un segreto oscuro e che, giunto il momento della rivelazione, Rogue rimase così sconvolta dopo aver assorbito i suoi ricordi che fuggì dagli X-Men. Qualche tempo dopo, durante un processo farsa presieduto da Magneto, sotto le spoglie di Erik il Rosso, la donna venne forzata a baciarlo ancora una volta scoprendo così la parte da lui avuta nell'assemblaggio dei Marauders per conto di Sinistro, che in seguito avrebbero sterminato i Morlock. Questa rivelazione portò Rogue a respingerlo e ad abbandonarlo nelle desertiche lande gelate dell'Antartide. Remy si fece, quindi, strada fino alla cittadella di Magneto, dove incontrò l'essenza psionica di Mary Purcell, mutante deceduta. Mary si vincolò a lui, permettendogli di sopravvivere fino a quando non raggiunse la Terra Selvaggia. Qui, stipulò un patto con l'enigmatico Nuovo Sole, che in cambio di un passaggio in America, gli chiese di svolgere alcune missioni per suo conto. Tempo dopo, una Rogue lacerata dai sensi di colpa spese mesi alla ricerca di Remy, ma senza risultato. Quando tentò di rubare la Gemma Cremisi di Cyttorak per il suo nuovo committente, Gambit incontrò nuovamente gli X-Men ed accettò di tornare in squadra principalmente per Rogue: il suo amore per la ragazza era ancora intatto, ma la sua incapacità di controllare i propri poteri lo metteva continuamente in allarme. Nel frattempo, Nuovo Sole rivelò la sua vera identità dopo aver organizzato un gioco mortale a favore di un quartetto di mercenari dotati di superpoteri, con Remy come bersaglio. Il gioco fallì e Gambit scoprì che l'uomo altri non era se non una versione di sé stesso arrivato da una realtà alternativa. Nel suo mondo d'origine, i poteri energetici di Nuovo Sole erano letteralmente esplosi, bruciando il pianeta e uccidendo chiunque a parte lui. Come risultato, l'uomo cacciò e uccise le sue versioni alternative per assicurarsi che una tale tragedia non si ripetesse. Durante la battaglia finale, Remy utilizzò tutti i propri poteri per sconfiggere Nuovo Sole, ponendo fine alla sua minaccia e facendo tornare al livello abituale le proprie abilità.

### X-Treme X-Men
Tempo dopo, Remy fece parte del team di X-Men guidato da Tempesta avente il compito di rintracciare i Diari di Destiny, tredici libri all'interno dei quali era racchiuso il futuro del mondo. Convinto da Rogue ad abbandonare tale proposito, giunse in Australia dove venne accusato dal Re Nero del Club infernale Sebastian Shaw dell'omicidio del signore del crimine Viceré. Con l'aiuto di Rogue, degli X-Treme X-Men, e dell'ex membro della Triade Loto Rosso, Gambit fu scagionato da tutte le accuse solo per poi essere coinvolto nell'invasione aliena, guidata dal signore interdimensionale Khan, con l'obiettivo di conquistare la Terra. Catturato, Remy venne utilizzato come fonte energetica per aprire un portale che avrebbe permesso lo sbarco del resto dell'armata ed il completamento dell'invasione. Tuttavia, grazie all'intervento di Vargas, che fermò il processo conficcando la sua spada nel torace di Remy, trapassandogli il cuore, Khan e il suo esercito furono confinati in una dimensione parallela e l'invasione fermata. Grazie alle preghiere ed alle suppliche di Rogue, lo spirito di Gambit rimase ancorato al suo corpo ed al momento del risveglio si ritrovò privo di poteri. I due, decisero, allora, di lasciare temporaneamente gli X-Men e dedicare del tempo alla loro relazione.

### Golgotha e Foxx
Ritornato allo Xavier Institute, Sage ristorò i suoi poteri anche se, durante una missione, una delle sue carte gli esplose davanti agli occhi rendendolo cieco. Tale condizione durò alcuni mesi, nel corso dei quali non si fece scrupolo d'incolpare Rogue per l'accaduto, incrinando così la loro relazione. Dopo l'esperienza con la creatura aliena Golgotha, che mostrò quanto il suo legame con la bella-del-sud fosse fragile, i due si allontanarono sempre più fino a quando l'intervento della giovane e sensuale Foxx non diede il colpo di grazia. Assegnata alla squadra di Gambit, la ragazza sedusse il proprio mentore fino a quando l'uomo, mostrando il proprio amore per Rogue, non le chiese di farsi assegnare a qualche altro tutor. Terrorizzata che il suo piano non riuscisse, Foxx assunse il suo vero aspetto, vale a dire quello Mystica, madre di Rogue, e propose a Remy una notte di passione con le sembianze della figlia. Smascherata da Emma Frost, la mutaforma fu costretta a rivelare che era giunta all'istituto con il solo intento di mostrare a Rogue che razza di pagliaccio era il suo uomo e chiese, poi, di entrare a far parte degli X-Men. Quando, tempo dopo, Rogue domandò a Gambit se lui e sua madre avessero davvero dormito assieme, l'uomo negò accusando la mutaforma di essere una bugiarda. Tuttavia, se i due abbiano o no trascorso la notte insieme rimane ancora un mistero.

### Cavaliere dell'Apocalisse: Morte
In seguito all'M-Day ed al risveglio del malvagio Apocalisse, Gambit decise di sottoporre se stesso al trattamento per diventare uno dei suoi Cavalieri, convinto che con ciò sarebbe riuscito a proteggere tutti coloro che amava e a dimostrare a Rogue quanto ancora tenesse a lei. Quando gli X-Men giunsero al confronto finale col malvagio, un Gambit mutato nel fisico, esibiva un'epidermide nera e chiome argentee, e nella psiche si scontrò con i suoi vecchi alleati tentando di uccidere più volte la sua amata, tanto che questa dovette essere salvata dall'Uomo Ghiaccio poiché si rifiutava di combatterlo. Dopo lo scontro e la scomparsa di Apocalisse, assieme a Carestia, andò alla ricerca di Pestilenza, ora in mano agli X-Men che tentavano di curarne la psiche e capire quali e quanto profondi fossero stati i cambiamenti indotti in lei dal suo carceriere. Sconfitti nuovamente, i due abbandonarono gli Stati Uniti e si recarono in Antartide, dove vennero avvicinati da Sinistro.

### Marauders
Assieme a Sole Ardente, Remy riapparve, con il suo solito aspetto, sull'isola di Providence. Qui, i due attaccarono Cable e apparentemente lo uccisero. La battaglia scaturì dal divieto che pose loro l'uomo di utilizzare il suo computer, proveniente dal futuro, per rispondere ad una semplice domanda riguardante il futuro del genere mutante. Tempo dopo, lo si è visto far parte dei Marauders di Sinistro e lottare contro Cannonball e Uomo Ghiaccio per il possesso dei Diari di Destiny, prima custoditi da Kitty Pryde. Nella foga dello scontro, Gambit lanciò un paio di carte che, forse per sbaglio, colpirono il contenitore nel quale erano custoditi i testi facendolo saltare in aria.

### Messiah Complex
Assieme ai Marauders, Gambit si recò a Cooperstown, Alaska, alla ricerca del primo mutante nato dopo la decimazione, scontrandosi con i Purificatori e perdendo nello scontro alcuni membri. Più tardi, Gambit venne preso di mira da Wolverine durante lo scontro in Antartide. Trapassato dai suoi artigli, rivelò all'X-Man che la piccola messia non si trovava nelle mani di Sinistro, per poi venire salvato dalla vendetta del canadese grazie all'operato della Sentinella Omega e di Lady Mastermind. Tempo dopo, Gambit fece la sua comparsa fra i Marauders inviati a Dallas per impedire ad Alfiere di uccidere la messia. Soccorsa la piccola, Gambit la riportò personalmente a Sinistro che, quando furono soli, riassunse le sembianze di Mystica. La donna lo portò nella stanza in cui Rogue era tenuta prigioniera ed in coma farmacologico, stanza nella quale giaceva anche il cadavere del vero Sinistro, ucciso dalla mutaforma. Mystica accostò, quindi, la piccola al viso della figlia, che guarì istantaneamente. Dopo aver tentato di uccidere la mutaforma per aver messo in pericolo la vita della piccola, Rogue abbandonò tale proposito e, ancora scossa per ciò che aveva quasi portato a termine, fuggì via dall'isola Muir chiedendo a Remy di non seguirla, se davvero ancora teneva a lei.

### Divisi resistiamo
Accorso in aiuto di Xavier dopo aver appreso che qualcuno aveva assoldato la Loggia degli Assassini per commissionare il suo omicidio, Gambit si offre volontario per scortare l'uomo ad Alamogordo, base militare americana nella quale fu assemblata la prima bomba atomica. Giunti sul posto, i due vengono attaccati da un manipolo di assassini che riescono a catturare Xavier ed a portarlo al cospetto di Amanda Mueller, centenaria ex-amante di Sinistro. Amanda infatti, grazie al progetto Cronos, aspira ora a diventare il nuovo ospite di Sinistro. Con l'aiuto di Sebastian Shaw, Gambit fa irruzione all'interno dell'edificio e, dopo una serie di scontri con Sinistro ed Amanda, riesce sia a liberare Xavier che a caricare di energia Shaw, distruggendo così in modo definitivo la principale macchina di Cronos.

## Poteri e abilità
Gambit è un mutante capace di caricare il suo corpo e oggetti con energia bio-cinetica prodotta dal suo stesso organismo. Tale capacità viene utilizzata sia internamente, sovraccaricando le cellule ed i tessuti garantendogli agilità, velocità e riflessi sovrumani, che esternamente, caricando vari oggetti inanimati che poi assumono un'energia esplosiva proporzionata alla loro taglia. Una delle sue caratteristiche è di utilizzare come arma un mazzo di carte, che trasforma in proiettili mortali. Le altre sue abilità sono assimilabili all'utilizzo di una speciale asta, che associa alle sue formidabili doti di combattente corpo-a-corpo. In varie occasioni ha mostrato la possibile abilità di attrarre persone attraverso il suo speciale carisma ipnotico, oltre a sembrar capace di disturbare i tentativi d'invasione telepatica e resistere agli attacchi psichici a causa della grande quantità d'energia presente all'interno del suo corpo. La sua abilità d'ammaliare le persone parrebbe non essere il risultato dell'alterazione subita per mano di Sinistro, ma una naturale evoluzione di un potere empatico. Inoltre caricando il suo corpo aumenta la sua forza fisica, così da essere in grado di sfondare un muro con un pugno. Come Morte, Cavaliere di Apocalisse, lo si è visto trasformare i gas prodotti dal corpo umano in tossine capaci di soffocare e uccidere.
Come retaggio della cultura meridionale degli Stati Uniti, Gambit utilizza spesso termini o periodi appartenenti al francese cajun, varietà di francese parlato principalmente nello stato della Louisiana.

## Altre versioni

### Ultimate

Ultimate Gambit. Disegni di Tom Raney.

Nell'universo Ultimate Gambit appare per la prima volta nella breve saga Il primo amore non si scorda mai; qui Remy LeBeau è un vagabondo che salva una bambina dal feroce gangster Testa di martello, il quale morirà in uno scontro con il cajun. In questa occasione Gambit rifiuta l'invito di Charles Xavier ad unirsi agli X-Men.

In seguito Gambit comincia a lavorare per i gemelli Fenris e rapisce Rogue su loro ordine, riuscendo a sconfiggere gli X-Men al completo (fa letteralmente saltare in aria la testa di Wolverine e semi-distrugge un Lunapark).

Gambit e Rogue (che ora lavora anch'essa per i gemelli) si innamorano e si ribellano ai loro capi; dopo lo scontro con i gemelli Fenris Rogue abbandona gli X-Men per seguire Remy. I due si recano poi a Las Vegas, dove Gambit perde la vita sacrificandosi per salvare Rogue dalla furia del Fenomeno (anch'esso innamorato di Rogue e pazzo di gelosia); prima di morire, tuttavia, Gambit chiede a Rogue un ultimo bacio e le trasferisce i propri poteri.

### Exiles
In Exiles, Gambit è il leader del team Weapon X. La prima apparizione risale ad Exiles nn. 23-25 dove Weapon X lavora al fianco di Iron Man per uccidere tutti gli Inumani. Portata a termine la missione, l'intero gruppo ebbe accesso alla realtà successiva.
Tempo dopo, riappare in Exiles n. 38-40 e n. 43-45, dove viene mostrato che sul suo mondo d'origine lui e Tempesta condividevano una relazione sfociata poi in matrimonio. Durante una missione, in cui Weapon X aveva il compito di uccidere gli unici dieci restanti mutanti di quella data realtà, la versione malvagia di Hyperion, entrato in squadra dopo la morte di Tempesta, disubbidì agli ordini e conquistò quel mondo. Non volendo più prendere ordini dal Tallus, Hyperion staccò il braccio di Gambit, forzandolo a nascondersi all'interno dei tunnel dei Morlock, dopodiché abbatté tutti i membri di Weapon X che rifiutavano di prendere ordini da lui, oltre che tutti i supereroi di quella Terra. Con l'arrivo degli Exiles, la situazione si sbloccò e, capito che per procedere oltre alcuni di loro dovevano essere sacrificati, decisero comunque di andare avanti. Alla fine, Hyperion venne apparentemente ucciso da Gambit, dopo che Blink lo ebbe indebolito a sufficienza. Trafitto il nemico con la spada di Magik, Gambit venne disintegrato nel colpo e gli Exiles poterono procedere oltre.

### X-Men: The End
In questo futuro alternativo, viene rivelato che Remy è in realtà uno dei tanti cloni che Sinistro utilizza per prolungare la sua innaturalmente lunga vita attraverso il trasferimento del suo spirito. Particolarità di questo modello è il fatto che condivida i geni con quelli di Scott Summers, il che li renderebbe una sorta di fratellastri. Seguendo un suo piano personale, Remy cattura e imprigiona sia i suoi figli, che quelli di Scott ed Emma. Quando Rogue salva i figli, e scopre il falso rapimento, va ad aiutare il marito, ma finisce uccisa da Remy, per poi scoprire che è Sinistro travestito da suo "figlio".

### Amalgam
Nell'universo Amalgam, fondendosi con il personaggio della DC Comics Obsidian, Gambit dà vita a Wrait, misterioso membro della JLX.

## Altri media

### Televisione
Gambit è apparso come uno dei protagonisti in:
- Insuperabili X-Men.
- X-Men: Evolution.
- Wolverine e gli X-Men.
- X-Men '97.

Gambit è apparso anche in: 
- Spider-Man - L'Uomo Ragno.
- Super Hero Squad Show.

### Cinema

#### Serie di filmX-Men
Nella serie di film X-Men, Gambit è interpretato da Taylor Kitsch. Compare in:
- X-Men 2 (2003), in cui il suo nome appare sullo schermo di un computer.
- X-Men le origini - Wolverine (2009).

Nel 2016 sarebbe dovuto uscire un film a lui dedicato interpretato dall'attore statunitense Channing Tatum. La sceneggiatura era opera di Josh Zetumer, il film doveva essere diretto da Rupert Wyatt. Le riprese sarebbero dovute iniziare ufficialmente ad ottobre 2015 a New Orleans per concludersi nel febbraio del 2016. Il film doveva uscire nelle sale statunitensi il 7 ottobre 2016, ma venne posticipato più volte fino a non avere più una data d'uscita ufficiale; a seguito dell'acquisto della 20th Century Fox da parte della Disney nell'estate 2020, la pellicola è stata definitivamente cancellata. Gambit avrebbe dovuto avere un budget di ben 150 milioni di dollari.

#### Marvel Cinematic Universe
Remy LeBeau, alias Gambit, compare all'interno del Marvel Cinematic Universe, interpretato da Channing Tatum (nonostante la cancellazione dell'omonimo film in cui farebbe parte nella serie cinematografica degli X-Men) e doppiato da Simone D'Andrea.
- Gambit è comparso per la prima volta nel trentaquattresimo film dell'MCU Deadpool & Wolverine (2024). Il membro degli X-Men, venuto da un altro universo alternativo (catalogato come la Terra-TRN1401), fa parte della Resistenza (ossia come i Resistenti) guidata dalla giovane mutante X-23, insieme agli altri due membri rimasti e sopravvissuti nel Vuoto (Elektra e Blade) e i due nuovi arrivati (Deadpool e Wolverine), per sconfiggere Cassandra Nova (la sorella gemella cattiva del fondatore e leader degli X-Men, il professor Charles Xavier) che sta minacciando di devastare le realtà parallele, e il gruppo dei suoi scagnozzi. Alla fine della missione, Gambit viene riportato nel suo universo natale dalla TVA (Time Variance Authority) per conto del Mercenario Chiacchierone. In una scena eliminata di questo lungometraggio cinematografico, prevista come scena dopo i titoli di coda, il personaggio appare misteriosamente nel Vuoto sul campo di battaglia di Cassandra e i suoi scagnozzi mentre un portale del Dottor Stephen Strange compare davanti ai suoi occhi.[5]
- Il personaggio comparirà nuovamente nel film Avengers: Doomsday (2026).

### Videogiochi
Il personaggio è apparso in numerosi videogiochi:
- Spider-Man and X-Men: Arcade's Revenge
- X-Men
- X-Men: Mutant Apocalypse
- X-Men 2: Clone Wars
- X-Men vs. Street Fighter
- Marvel Super Heroes vs. Street Fighter
- Marvel vs. Capcom: Clash of Super Heroes
- Marvel vs. Capcom 2: New Age of Heroes
- X-Men: Mutant Academy
- X-Men: Mutant Academy 2
- X-Men: Next Dimension
- X-Men Legends
- X-Men Legends II: L'Era di Apocalisse
- Marvel: La Grande Alleanza
- Marvel: La Grande Alleanza 2
- X-Men le origini - Wolverine
- LEGO Marvel Super Heroes
- Marvel: Sfida dei campioni
- Fortnite